# 金鎮之光
金鎮之光（日语：カルストンライトオ），是日本純種競賽馬匹。生涯活躍於短途賽事，曾於2004年勝出短途馬錦標。

## 出賽前
1998年5月3日出生於北海道浦河町大島牧場，成長途中於拍賣會上被馬主清水貞光以1980萬日圓購入。
其後交由栗東訓練中心練馬師大根田裕之訓練。

## 競賽生涯

### 3歲（現2歲）
2000年11月5日出戰京都競馬場3歲新馬戰，於其中以領放的戰術帶領馬群前進，最終繼續保持速度下奪得首勝。
其後出戰條件戰鬥楓葉賞，再度以領放的姿態衝出，成功達成連勝。
12月10日出戰一級賽朝日盃三歲錦標，繼續採用領放戰術下卻於直路大幅失速，最終以第十大敗。

### 3歲[a]
2001年出戰年度首戰紫羅蘭錦標以第十大敗後，出戰木茼蒿回勇獲得第二，其後更於公開賽葵葉錦標以優秀的節奏把控取得冠軍。
6月10日再度挑戰分級賽，以獵鷹錦標作爲目標，可惜於其中在直路上被勢頭凌厲的Rusunai Christie及Rocky Appeal超越，最終以第三完賽。
其後返回公開賽級別的賽事作挑戰，成功取得一冠一第四的優秀戰績。
8月19日出戰本年新設、採用新潟競馬場1000米直線賽道的夏季短途錦標，可惜於其中再度獲得第三，其後出戰人馬錦標亦以第三完賽。
其後於年間繼續出戰福島民友盃、仙女座錦標及CBC賞但均未能掄元，分別以第二、第六及第九完賽。

### 4歲
2002年其於春季處於休養狀態，於6月賽出戰年度首戰電視愛知公開賽事，然而於其中以第十四大敗。
6月29日出戰TUF盃，比賽初段選擇領放之下一路拋離對手，最終以2 1/2馬位優勢取得暌違11個月的勝利。
贏得TUF盃後繼續選擇出戰公開賽，可惜於NST公開賽及小倉日經公開賽中僅獲得第七及第三。
8月18日出戰夏季短途錦標，比賽初段由於其處於場地狀態較爲良好的外檔位置，因而出閘後隨即衝出並不斷衝刺，最終於其爆發速度之下成功拉開後方第二的賽駒2馬位取得首個分級賽冠軍。
但其後陷入狀態不佳的局面，出戰人馬錦標及福島民報盃取得二連季，於天鵝錦標中更以第十三大敗。

### 5歲
2003年年初其進入長期休養，並於9月復出出戰人馬錦標，然而於其狀態美完全恢復之下以尾二第十二大敗，其後出戰短途馬錦標亦僅獲得第十三。
10月26日出戰福島民友盃稍爲回勇跑獲第五入板的戰績，於仙女座錦標更成功取得勝利。
陣營見其於公開賽中表現漸漸回勇，因而安排其出戰12月的二級賽CBC賞作爲試驗，然而其在比賽中再度失準，於直路取得領先的情況下突然失速，最終以第十完賽。

### 6歲
2004年以6月的公開賽巴登巴登盃作爲年度首戰，比賽初段處於先頭位置維持穩定的節奏推進，可惜於進入直路後稍爲力弱，最終被Wonder Seattle超越下以頸位憾負得第二。
其後出戰函館短途錦標，於直路再度力弱之下被藤田小姐及Golden Rodrigo超越，最終以第三完賽。
8月22日出戰夏季短途錦標，比賽初段其隨即於所在的內欄位置閃出外檔不斷加速並展開領放，最終成功一舉拋離後方所有下以3馬位優勢再度取得分級賽優勝。
10月3日出戰短途馬錦標，其落後於勝出本年度高松宮紀念的同父馬陽光谷、上屆盟主多旺達、函館短途錦標冠軍藤田小姐及人馬錦標冠軍黃金駒取得冠軍。比賽開始後，其隨即以高速的節奏快放，藤田小姐及黃金駒於先頭位置追趕，以陽光谷及多旺達則於後方位置等待時機。進入直路後，由於本次比賽場地因天雨關係變成大爛地，後方賽駒受限之下無法進行最大程度加速，金鎮之光得以於前方位置繼續保持領先。直路中段，後方賽駒中僅有多旺達一匹可以衝出並逐步迫近金鎮之光，然而於其不斷累積優勢下經已拋離後方一大段距離，最終其成功以4馬位優勢壓贏對手取得首個一級賽冠軍。
其後陣營安排其遠征香港出戰香港短途錦標，但於直路失速之下沉底，最終以包尾第十四完賽。

### 7歲
2005年以2月27日的阪急盃作爲年度首戰，但於其中敗於堅蘭天鵝取得第二。
其後出戰高松宮紀念，於其中無法保持速度之下被後方的大賞識、堅蘭天鵝及高雅茶座超越下以第四完賽。
進入夏季後再度出戰其擅長的夏季短途錦標，然而於本年度比賽中受到內欄起跑及59公斤高負磅的影響，其未能成功發揮自身的衝刺力，最終僅獲得第四。
10月2日出戰短途馬錦標，繼續領放之下於直路上曾經一度取得領先，但於自身失速及後方賽駒不斷加速之下，其無法抵擋對手的攻勢，最終以第十大敗。
完成短途馬錦標後陣營決定安排其退役，並於11月2日取消日本中央競馬會的賽駒註冊。

### 詳細賽績
| 日期       | 舉辦國家/地區 | 馬場 | 距離   | 級別 | 賽事名稱         | 負重 | 騎師     | 馬號 | 出馬 | 名次 | 時間   | 頭馬（二馬）       |
| ---------- | ------------- | ---- | ------ | ---- | ---------------- | ---- | -------- | ---- | ---- | ---- | ------ | ------------------ |
| 15/11/2000 | 日本          | 京都 | 草1200 |      | 3歲新馬          | 54   | 小池隆生 | 2    | 13   | 1    | 1:09.5 | （Capital Luck）   |
| 25/11/2000 | 日本          | 京都 | 草1200 |      | 楓葉賞           | 54   | 熊澤重文 | 8    | 11   | 1    | 1:08.9 | （Rugger Pageant） |
| 10/12/2000 | 日本          | 中山 | 草1600 | GI   | 朝日盃三歲錦標   | 54   | 小池隆生 | 15   | 16   | 10   | 1:35.7 | Mejiro Bailey      |
| 28/1/2001  | 日本          | 京都 | 泥1400 | OP   | 紫羅蘭錦標       | 55   | 熊澤重文 | 11   | 13   | 10   | 1:26.4 | Meiner Ehre        |
| 1/4/2001   | 日本          | 阪神 | 草1400 | OP   | 木茼蒿錦標       | 55   | 熊澤重文 | 9    | 14   | 2    | 1:21.2 | Stima              |
| 12/5/2001  | 日本          | 京都 | 草1200 | OP   | 葵葉錦標         | 55   | 熊澤重文 | 5    | 16   | 1    | 1:07.4 | （Resurreccion）   |
| 10/6/2001  | 日本          | 中京 | 草1200 | GIII | 獵鷹錦標         | 56   | 熊澤重文 | 2    | 17   | 3    | 1:09.1 | Rusunai Christie   |
| 8/7/2001   | 日本          | 阪神 | 草1600 | OP   | 菩提樹錦標       | 56   | 熊澤重文 | 11   | 11   | 4    | 1:34.5 | Meisho Ramses      |
| 22/7/2001  | 日本          | 小倉 | 草1200 | OP   | 北九州短距離錦標 | 53   | 熊澤重文 | 1    | 10   | 1    | 1:07.9 | （Nobori Yukio）   |
| 19/8/2001  | 日本          | 新潟 | 草1000 | GIII | 夏季短途錦標     | 53   | 熊澤重文 | 5    | 12   | 3    | 0:54.2 | 目白情人           |
| 9/9/2001   | 日本          | 阪神 | 草1200 | GIII | 人馬錦標         | 55   | 熊澤重文 | 11   | 13   | 3    | 1:08.2 | Tennesse Girl      |
| 28/10/2001 | 日本          | 福島 | 草1200 | OP   | 福島民友盃       | 54   | 芹澤純一 | 14   | 14   | 2    | 1:08.5 | Yuwa Falcon        |
| 25/11/2001 | 日本          | 京都 | 草1200 | OP   | 仙女佐錦標       | 55   | 河内洋   | 3    | 11   | 6    | 1:08.4 | Tenshino Kiseki    |
| 15/12/2001 | 日本          | 中京 | 草1200 | GII  | CBC賞            | 56   | 河内洋   | 5    | 15   | 9    | 1:10.2 | 加冕               |
| 8/6/2002   | 日本          | 中京 | 草1200 | OP   | 電視愛知公開賽   | 55   | 武幸四郎 | 6    | 18   | 13   | 1:09.9 | ネイティヴハート   |
| 29/6/2002  | 日本          | 福島 | 草1200 |      | TUF盃            | 58   | 大西直宏 | 2    | 16   | 1    | 1:08.4 | （Tenzan Desert）  |
| 14/8/2002  | 日本          | 新潟 | 草1400 | OP   | NST公開賽        | 56   | 大西直宏 | 3    | 18   | 7    | 1:19.6 | 萬能泰斗           |
| 4/8/2002   | 日本          | 小倉 | 草1200 | OP   | 小倉日經公開賽   | 56   | 熊澤重文 | 3    | 11   | 3    | 1:08.3 | Tenshino Kiseki    |
| 18/8/2002  | 日本          | 新潟 | 草1000 | GIII | 夏季短途錦標     | 56   | 大西直宏 | 12   | 13   | 1    | 0:53.7 | （歇息）           |
| 8/9/2002   | 日本          | 阪神 | 草1200 | GIII | 人馬錦標         | 57   | 大西直宏 | 10   | 12   | 3    | 1:07.8 | 信念               |
| 6/10/2002  | 日本          | 福島 | 草1200 | OP   | 福島民報盃       | 57.5 | 大西直宏 | 8    | 16   | 3    | 1:08.3 | Star El Dorado     |
| 26/10/2002 | 日本          | 京都 | 草1400 | GII  | 天鵝錦標         | 57   | 熊澤重文 | 4    | 18   | 13   | 1:21.9 | 湘南之戰           |
| 14/9/2003  | 日本          | 阪神 | 草1200 | GIII | 人馬錦標         | 57   | 武幸四郎 | 11   | 13   | 12   | 1:09.4 | Tenshino Kiseki    |
| 5/10/2003  | 日本          | 中山 | 草1200 | GI   | 短途馬錦標       | 57   | 村田一誠 | 9    | 15   | 13   | 1:09.6 | 多旺達             |
| 26/10/2003 | 日本          | 福島 | 草1200 | OP   | 福島民友盃       | 56   | 大西直宏 | 7    | 16   | 5    | 1:07.6 | Atago Taisho       |
| 30/11/2003 | 日本          | 京都 | 草1200 | OP   | 仙女座錦標       | 56   | 小池隆生 | 1    | 12   | 1    | 1:10.3 | （藤田小姐）       |
| 21/12/2003 | 日本          | 中京 | 草1200 | GII  | CBC賞            | 57   | 小池隆生 | 2    | 16   | 10   | 1:09.5 | 藤田小姐           |
| 20/6/2004  | 日本          | 福島 | 草1200 | OP   | 巴登巴登盃       | 56.5 | 大西直宏 | 13   | 16   | 2    | 1:07.3 | Wonder Seattle     |
| 4/7/2004   | 日本          | 函館 | 草1200 | GIII | 函館短途錦標     | 56   | 芹澤純一 | 3    | 15   | 3    | 1:09.7 | 藤田小姐           |
| 22/8/2004  | 日本          | 新潟 | 草1000 | GIII | 夏季短途錦標     | 56   | 大西直宏 | 5    | 12   | 1    | 0:53.9 | （Takao Ruby）     |
| 3/10/2004  | 日本          | 中山 | 草1200 | GI   | 短途馬錦標       | 57   | 大西直宏 | 5    | 16   | 1    | 1:09.9 | （多旺達）         |
| 12/12/2004 | 香港          | 沙田 | 草1000 | GI   | 香港短途錦標     | 57   | 大西直宏 | 3    | 14   | 14   | 1:22.3 | 精英大師           |
| 27/2/2005  | 日本          | 阪神 | 草1200 | GIII | 阪急盃           | 59   | 大西直宏 | 16   | 16   | 2    | 1:08.5 | 堅蘭天鵝           |
| 27/3/2005  | 日本          | 中京 | 草1200 | GI   | 高松宮紀念       | 57   | 大西直宏 | 13   | 18   | 4    | 1:08.9 | 大賞識             |
| 21/8/2005  | 日本          | 新潟 | 草1000 | GIII | 夏季短途錦標     | 59   | 大西直宏 | 1    | 13   | 4    | 0:54.5 | 竹園美景           |
| 2/10/2005  | 日本          | 中山 | 草1200 | GI   | 短途馬錦標       | 57   | 大西直宏 | 9    | 16   | 10   | 1:08.0 | 精英大師           |

a 由2001年開始，日本跟隨國際馬齡顯示標準，以實歲標記馬匹

## 退役後
退役後，其於成爲了配種馬，於北海道靜內町（今新日高町）Lex Stud休養，在2006年進行配種，首批子嗣於2007年出生。首批子嗣可於2009年出賽。
2010年其被轉移至北海道安平町橋本牧場，於此地繼續進行配種。
其後由配種馬退役﹐前往北海道日高町日西牧場進行養老生活。
2024年2月7日﹐其因衰老以26歲之齡死亡。

## 血統簡介
父系警告爲英國賽駒，生涯戰績極佳，曾勝出女皇伊利沙伯二世錦標及薩塞克斯錦標等一級賽。祖父Known Fact爲美國生產的英國賽駒，生涯戰績亦極佳，曾勝出二千堅尼錦標，血統上出自較稀有的高多芬阿拉伯系。
母系Oshima Lucia爲日本賽駒，生涯戰績不佳僅勝出四場賽事。外祖父Crystal Glitters爲美國生產的法國賽駒，曾連霸一級賽伊斯巴翰錦標。

### 血統表
| 父線：鬥士系（Hurry On系）             |                                   |                              |                |
| 種馬 警告 1985年（棗色）               | Known Fact 1977年（棗色）         | In Reality                   | Intentionally  |
| 種馬 警告 1985年（棗色）               | Known Fact 1977年（棗色）         | In Reality                   | My Dear Girl   |
| 種馬 警告 1985年（棗色）               | Known Fact 1977年（棗色）         | Tamerett                     | Tim Tam        |
| 種馬 警告 1985年（棗色）               | Known Fact 1977年（棗色）         | Tamerett                     | Mixed Marriage |
| 種馬 警告 1985年（棗色）               | Slightly Dangerous 1979年（棗色） | 雷弼圖                       | Hail to Reason |
| 種馬 警告 1985年（棗色）               | Slightly Dangerous 1979年（棗色） | 雷弼圖                       | Bramalea       |
| 種馬 警告 1985年（棗色）               | Slightly Dangerous 1979年（棗色） | Where You Lead               | Raise a Native |
| 種馬 警告 1985年（棗色）               | Slightly Dangerous 1979年（棗色） | Where You Lead               | Noblesse       |
| 繁殖雌馬 Oshima Lucia 1990年（深棗色） | Crystal Glitters 1980年（棗色）   | 害羞新郎                     | Red God        |
| 繁殖雌馬 Oshima Lucia 1990年（深棗色） | Crystal Glitters 1980年（棗色）   | 害羞新郎                     | Runaway Bride  |
| 繁殖雌馬 Oshima Lucia 1990年（深棗色） | Crystal Glitters 1980年（棗色）   | Tales to Tell 1967年（棗色） | Donut King     |
| 繁殖雌馬 Oshima Lucia 1990年（深棗色） | Crystal Glitters 1980年（棗色）   | Tales to Tell 1967年（棗色） | Fleeting Doll  |
| 繁殖雌馬 Oshima Lucia 1990年（深棗色） | Oshima Suzuran 1978年（棗色）     | Kauai King                   | 天才舞者       |
| 繁殖雌馬 Oshima Lucia 1990年（深棗色） | Oshima Suzuran 1978年（棗色）     | Kauai King                   | Sweep In       |
| 繁殖雌馬 Oshima Lucia 1990年（深棗色） | Oshima Suzuran 1978年（棗色）     | Never Jo O                   | Never Beat     |
| 繁殖雌馬 Oshima Lucia 1990年（深棗色） | Oshima Suzuran 1978年（棗色）     | Never Jo O                   | Gunshin        |
| 雌系：號族：10-b                       |                                   |                              |                |
| 五代內近親交配：北地舞人 5×4           |                                   |                              |                |

## 命名由來
名字中，Calstone（カルストン）是馬主清水貞光冠名，出自其經營的Calstone Horse，Light（ライト）帶有光的意思，而O（オ）於則於日語中，意思是「王」，香港則只取中間部分，翻譯为「金鎮之光」。

## 外部連結
- 金鎮之光 netkeiba.com （页面存档备份，存于）
- 血統表 （页面存档备份，存于）